# Ceriana rufibasis
Ceriana rufibasis är en tvåvingeart som först beskrevs av Jacques-Marie-Frangile Bigot 1884.  Ceriana rufibasis ingår i släktet griffelblomflugor, och familjen blomflugor. Inga underarter finns listade i Catalogue of Life.